# Peromyscus attwateri
Peromyscus attwateri é uma espécie de roedor da família Cricetidae.
Apenas pode ser encontrada nos Estados Unidos da América.